# Ben Turner (cyclisme)
Pour les articles homonymes, voir Ben Turner et Turner.
Benjamin « Ben » Elliott Turner , né le 28 mai 1999 à Doncaster, est un coureur cycliste britannique, membre de l'équipe Ineos Grenadiers. Il participe à des compétitions de cyclo-cross et de cyclisme sur route.

## Biographie
Dans les catégories de jeune, Ben Turner s'illustre principalement en cyclo-cross. Il déménage en Belgique à l'âge de 17 ans pour poursuivre ses ambitions en cyclo-cross. Il court au sein des équipes locales Beobank-Corendon, puis Creafin-Fristads. En 2017, il est médaillé de bronze du championnat du monde de cyclo-cross juniors (moins de 19 ans) derrière ses deux compatriotes Tom Pidcock et Daniel Tulett, complétant un podium 100% britannique inédit. Lors de la saison 2018-2019, il remporte trois manches du Trophée des AP Assurances espoirs (moins de 23 ans). Il se classe également deuxième derrière Pidcock du Superprestige espoirs et deuxième du championnat de Grande-Bretagne de cyclo-cross espoirs. Pour la saison de cyclo-cross 2020-2021, il rejoint l'équipe britannique Trinity Racing. Il termine deuxième du général de la Coupe du monde de cyclo-cross espoirs (derrière son compatriote Thomas Mein), qui ne compte qu'une seule manche en raison de la pandémie de Covid-19. Il se classe également neuvième du championnat du monde de cyclo-cross espoirs.
En mai 2021, il passe avec succès sur route. Il se classe 14e du Circuit de Wallonie, puis septième du général du Tour d'Eure-et-Loir. Sur le Giro Ciclistico d'Italia, il décroche trois top dix et porte pendant une journée le maillot rose de leader. En août, il est victime d'une lourde chute sur le Tour de l'Avenir, qui lui cause de multiples fractures au côté gauche du visage et un nez cassé. Il parvient à revenir à la compétition en fin de saison et se classe deuxième du championnat de Grande-Bretagne du contre-la-montre espoirs derrière Leo Hayter.
En 2022, il rejoint l'équipe World Tour britannique Ineos Grenadiers, pour se concentrer sur la route aux dépens du cyclo-cross. Il retrouve au sein de l'équipe d'autres coureurs britanniques de sa génération comme Tom Pidcock, Ethan Hayter et Ben Tulett.
Vainqueur en février 2023 du Tour de Murcie, puis deuxième de la Jaén Paraiso Interior, il termine ce mois par une chute lors du Circuit Het Nieuwsblad qui lui cause une fracture au coude gauche. De retour à la compétition lors de l'E3 Saxo Bank Classic, il chute lors du Tour des Flandres et subit alors une fracture au radius gauche.

## Palmarès et classements mondiaux sur route

### Par années
- 2019
  - Romsée-Stavelot-Romsée
- 2021
  - 2e du championnat de Grande-Bretagne du contre-la-montre espoirs
- 2022
  - 8e d'À travers les Flandres
- 2023
  - Tour de Murcie
  - 2e de la Jaén Paraiso Interior
- 2024
  - 7e du Renewi Tour
- 2025
  - 3e étape du Tour de Pologne

### Résultats sur les grands tours

#### Tour de France
2 participations
- 2023 : abandon (13e étape)
- 2024 : 115e

#### Tour d'Italie
1 participation
- 2025 : 120e

#### Tour d'Espagne
1 participation
- 2022 : 72e

### Classements mondiaux
| Année                                 | 2021  | 2022 | 2023 | 2024 |
| ------------------------------------- | ----- | ---- | ---- | ---- |
| Classement mondial                    | 1183e | 164e | 357e | 433e |
| UCI Europe Tour                       | 873e  | 134e | nc   | nc   |
|                                       |       |      |      |      |
| Légende : nc = non classéSource : UCI |       |      |      |      |

## Palmarès en cyclo-cross
- 2016-2017
  - Niels Albert CX juniors
  - 2e du championnat de Grande-Bretagne de cyclo-cross juniors
  -  Médaillé de bronze du championnat du monde de cyclo-cross juniors
  - 7e du championnat d'Europe de cyclo-cross juniors
- 2017-2018
  - 2e du championnat de Grande-Bretagne de cyclo-cross espoirs
- 2018-2019
  - Trophée des AP Assurances espoirs #2, Niel (Jaarmarktcross)
  - Trophée des AP Assurances espoirs #5, Loenhout (Azencross)
  - Trophée des AP Assurances espoirs #6, Baal (Grand Prix Sven Nys)
  - 2e du Superprestige espoirs
  - 2e du championnat de Grande-Bretagne de cyclo-cross espoirs
  - 4e du championnat d'Europe de cyclo-cross espoirs
  - 6e du championnat du monde de cyclo-cross espoirs
- 2020-2021
  - 2e de la Coupe du monde de cyclo-cross espoirs
  - 9e du championnat du monde de cyclo-cross espoirs